# Tendrara
Tendrara (en arabe : تندرارة) est une ville marocaine située dans la région de l'Oriental. Son étendue désertique est habitée par les nomades de la tribu des Beni guil.
Près de Tendrara il y avait un Camp de Concentration Français (n.d.r. Camp de Travail) pour Juifs pendant le Gouvernement de Vichy. Les prisonniers qui y travaillaient étaient des Juifs de Varsovie, Leipzig, Salzbourg et Bucarest - ainsi que des Espagnols et autres nationalités - tous vivant dans des tentes.

## Agriculture et l'élevage
Très connu par la culture des truffes et l'élevage.

## Ressources naturelles
La région de Tendrara est le site d'importantes découvertes de gaz naturel. En 2016, la société britannique Sound Energy a annoncé une découverte significative de gaz dans le bassin de Tendrara, suscitant un intérêt croissant pour le potentiel énergétique de la région. Les tests réalisés sur le puits TE-6 ont confirmé la présence de réservers exploitables, marquant ainsi une avancée majeure dans l'exploration gazière au Maroc.
En 2025, un nouveau projet d'extration a été lancé dans la région de l'Oriental, avec le forage de puits MOU-5, sous licence onshore Guercif. Ce projet, porté par la société OK Gaz Naturel, vise à confirmer la présence de ressources supplémentaires et à amorcer une production commerciale. 

## Histoire
L’accord diplomatique de Rabat du 28 mai 1956, qui stipule que ni la France ni le Maroc ne mèneront de politique contraire aux intérêts de l'autre partie au traité, devient rapidement inapliquable en ce qui concerne la guerre d'Algérie, l'État comme la population marocaines se sentant solidaires de leurs voisins en guerre pour l'indépendance. L'arrestation de Ben Bella provoque ainsi le massacre de Meknès (53 Européens tués du 23 au 28 octobre 1956). Proche de la frontière algérienne, la région est bien entendu au cœur des évènements et des bases militaires du FLN sont implantées dans toute la province de l'Oriental, dont une à Tendrara.

### Sources
- (en) Tendrara sur le site de Falling Rain Genomics, Inc.